# Tim Reid
Pour les articles homonymes, voir Reid.
 (avril 2018).
Si vous disposez d'ouvrages ou d'articles de référence ou si vous connaissez des sites web de qualité traitant du thème abordé ici, merci de compléter l'article en donnant les références utiles à sa vérifiabilité et en les liant à la section « Notes et références ».
Tim Reid est un acteur, scénariste, producteur et réalisateur américain, né le 19 décembre 1944 à Norfolk, en Virginie (États-Unis). Il a tenu le rôle de Ray Campbell dans la série télévisée Sister Sister.

## Filmographie

### Comme acteur

#### Cinéma
- 1989 : Dead Bang : Chief Dixon
- 1990 : La Quatrième Guerre (The Fourth War) : Lt. Col. Clark
- 1993 : Say a Little Prayer : Thug
- 1995 : Black Rebel (Out-of-Sync) : Det. Wilson
- 2002 : Mu Sa Do : Doorman 2
- 2003 : For Real : Mac
- 2005 : On the One : Prophet
- 2007 : Trade : Hank Jefferson

#### Télévision

##### Séries télévisées
- 1977 : The Marilyn McCoo and Billy Davis, Jr. Show
- 1982 : Teachers Only (en) : Michael Horne (1983)
- 1987 : CBS Summer Playhouse : Host
- 1987 : Frank's Place : Frank Parrish
- 1989 : Snoops (en) : Chance Dennis
- 1990 : ABC TGIF : Ray
- 1994-1999 : Sister, Sister : Ray Campbell
- 1998 : Linc's : Priest
- 2004-2006 : That '70s Show : Père de Hyde
- 2017 : Greenleaf (Netflix) : Pasteur Lionel Geoffrey
- 2019 : Grey's Anatomy (saison 15, épisode 13) : Julian

##### Téléfilms
- 1978 : Little Lulu : Tillson
- 1979 : You Can't Take It with You : Donald
- 1990 : Perry Mason: The Case of the Silenced Singer : Jack Barnett
- 1990 : « Il » est revenu (It) : Michael 'Mike / Mikey' Hanlon
- 1992 : You Must Remember This : Joe
- 1992 : Mastergate : Chip Chatworth
- 1994 : Race to Freedom: The Underground Railroad : Frederick Douglass
- 1995 : Simon & Simon: In Trouble Again : Downtown Brown
- 1999 : Just Deserts : Scott Waring
- 2000 : Un match au sommet (Alley Cats Strike) : Mayor McLemore
- 2003 : You Wish! : Larry
- 2005 : The Reading Room : Brother in law of James Earl Jones
- 2019 : La révélation de Noël (Radio Christmas) de Jeff Beesley : Garrett

### Comme scénariste
- 1977 : The Richard Pryor Show (série télévisée)
- 1987 : The Wonderful Wizard of Oz (vidéo)
- 1987 : The Marvelous Land of Oz (vidéo)
- 1987 : Ozma of Oz (vidéo)
- 1987 : The Emerald City of Oz (vidéo)

### Comme producteur
- 1987 : Frank's Place (série télévisée)
- 1995 : Once Upon a Time... When We Were Colored
- 1995 : Black Rebel (Out-of-Sync)
- 1996 : Spirit Lost
- 1998 : Asunder
- 1998 : Linc's (série télévisée)
- 1998 : Des fleurs pour Sarah (About Sarah) (TV)
- 1999 : Le Cœur à l'écoute (Blue Moon) (TV)

### Comme réalisateur
- 1995 : Once Upon a Time... When We Were Colored
- 1998 : Asunder (Sacrifié)
- 1998 : Linc's (série télévisée)
- 2003 : For Real